# Pyraloidea
I Pyraloidea Latreille, 1802, sono una superfamiglia di lepidotteri (un tempo inclusa nei cosiddetti microlepidotteri). Comprende circa 19.000 specie mondiali, ma probabilmente molte devono essere ancora descritte. L'apertura alare va da meno di 10 mm a più di 80 mm. Le loro larve presentano le abitudini più svariate: attaccano tutte le parti della pianta e i prodotti alimentari conservati, alcune specie si nutrono di detriti animali, altre si comportano da parassiti di altri insetti o addirittura da predatori; alcune vivono sott'acqua, altre in ambienti molto aridi. Numerose specie hanno una notevole importanza economica.

## Descrizione
La principale caratteristica delle Pyraloidea è la presenza di una coppia di organi timpanici nel secondo segmento addominale, che permettono loro di avvertire gli ultrasuoni emessi dai pipistrelli insettivori. Solo le Geometridi e le altre famiglie di Geometroidea presentano organi timpanici nella stessa posizione, ma hanno una struttura diversa e si sono evoluti in modo indipendente. Le specie Achroia grisella e Galleria mellonella presentano anche organi in grado di emettere ultrasuoni per la comunicazione infraspecifica. Altre caratteristiche delle Pyraloidea sono la spiritromba ricoperta di scaglie alla base e alcune peculiarità nel sistema delle nervature alari.

## Tassonomia
Nelle Pyraloidea sono comprese due famiglie: 
- Crambidae
- Pyralidae